# 危険なふたり
「危険なふたり」（きけんなふたり）は、日本の歌手である沢田研二の6枚目のシングルである。1973年4月21日にポリドール・レコードより発売された。

## チャート成績
オリコン週間チャートでは6月18日付けで1位になり、沢田のソロ曲としては初のオリコン1位獲得曲となった。その翌週はGAROの「君の誕生日」が1位になったものの、その後1位に返り咲き通算3週にわたって第1位を記録した。累計では65.1万枚の売上げを記録している。

## 収録曲
- 全作詞:安井かずみ／作曲:加瀬邦彦／編曲:東海林修

1. 危険なふたり - Two In The Face Of Danger（3分20秒）
2. 青い恋人たち - Unpire Lover（3分01秒）

## 参加ミュージシャン
ケニー・ウッド・オーケストラ (東海林修の呼びかけによるスタジオミュージシャンの非固定ユニット)
- 松木恒秀：ギター [3]
- 栗林稔：ピアノ
- 武部秀明：ベースギター
- 田中清司：ドラムス

## 価格
- 発売当時の価格は500円